# 조지 머셀
조지 머셀(George Murcell, 1925년 10월 30일 ~ 1998년 12월 3일)은 영국의 언어학자, 연극 배우, 영화배우, 무대 연출가, 텔레비전 배우이다.
나폴리에서 태어났으며 미들섹스에서 사망하였다.

## 영화
- 더 그레이트 (1995년)
- 컷스로트 아일랜드 (1995년)
- 지옥의 일요일 (1991년)
- 호스맨(영어판) (1971년)
- 사랑과 죽음의 행보 (1969년)
- 키에프의 신화 (1968년)
- 007 두번 산다 (1967년)
- 텔레마크 요새의 영웅들 (1965년)
- 로마 제국의 멸망 (1964년)
- Z 카스 (1962년)
- 그란트 선장의 아이들 (1962년)
- 세인트(영어판) (1962년)
- 블러드 오브 더 뱀파이어 (1958년)